# Viola borsodiensis
Viola borsodiensis är en violväxtart som beskrevs av Budai och Gayer. Viola borsodiensis ingår i släktet violer, och familjen violväxter. Inga underarter finns listade i Catalogue of Life.